# Rameau médiastinal de la partie thoracique de l'aorte
Les rameaux médiastinaux de la partie thoracique de l'aorte (ou artères médiastinales) sont de nombreuses petites artères qui alimentent les ganglions lymphatiques et le tissu aréolaire lâche du médiastin postérieur.

## Structure
Les rameaux médiastinaux de la partie thoracique de l'aorte naissent de la face antérieure de la partie thoracique de l'aorte descendante entre les quatrième et douzième vertèbres thoraciques.

## Zone de vascularisation
Les rameaux médiastinaux de la partie thoracique de l'aorte vascularisent les structures du médiastin postérieur.